# Yaginumanis wanlessi
Yaginumanis wanlessi là một loài nhện trong họ Salticidae.
Loài này thuộc chi Yaginumanis. Yaginumanis wanlessi được Zhang & Li miêu tả năm 2005.